# Exército da União

A bandeira do exército da União, entre 1863 e 1865.

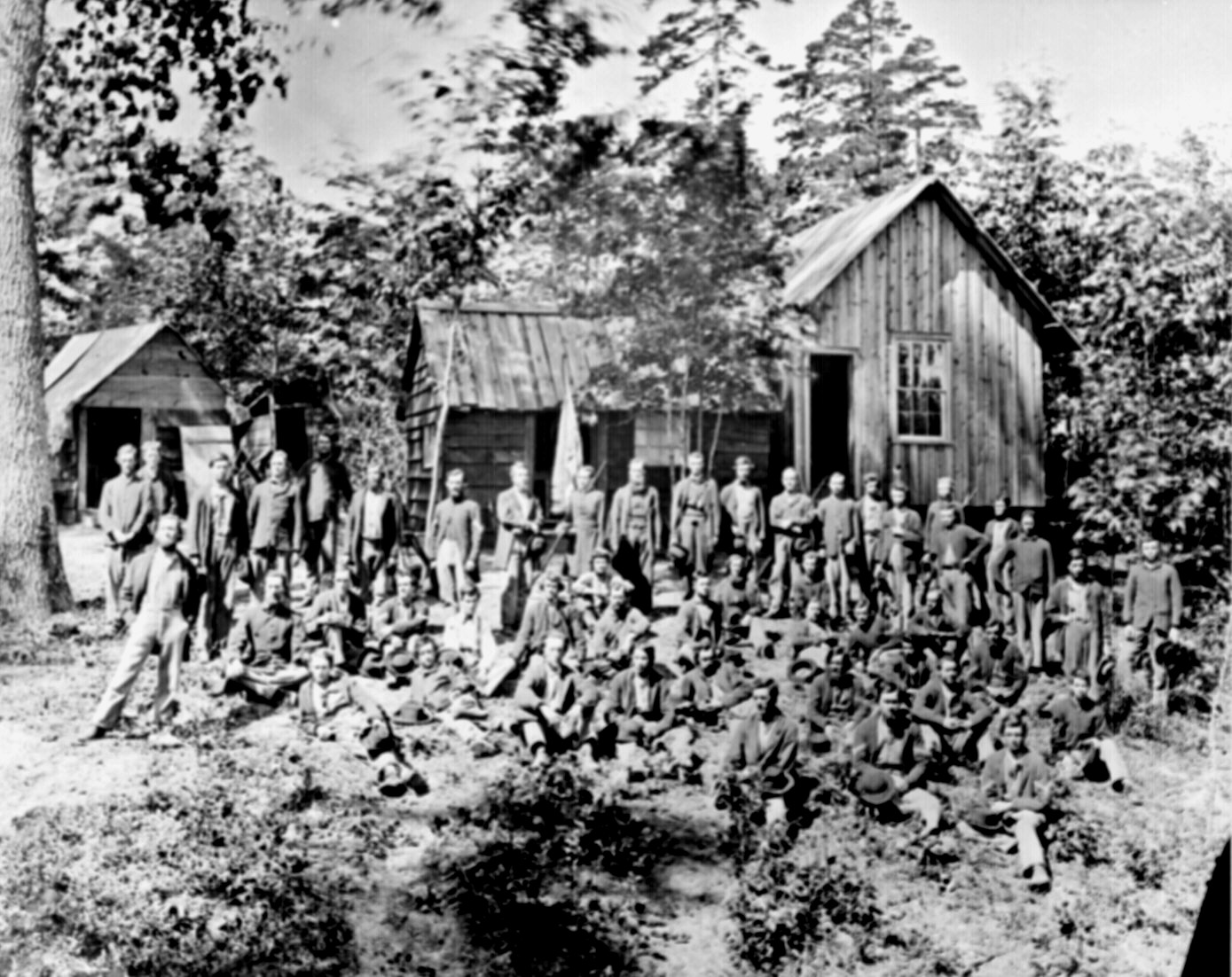
A 21ª Infantaria de Michigan, uma companhia de veteranos comandada por William Tecumseh Sherman.

O Exército da União foi a força terrestre que lutou pela União durante a Guerra Civil Americana. Era também conhecido como o Exército Federal, o Exército dos Estados Unidos, o Exército Nortista e o Exército Nacional. Consistia do pequeno Exército dos Estados Unidos (o exército regular), reforçado por um grande número de unidades fornecidas pelos estados nortistas, composto por voluntários e recrutas.
O Exército da União combateu e derrotou o Exército dos Estados Confederados durante a guerra civil que durou de 1861 a 1865. Durante o curso do conflito, cerca de 2 128 948 homens foram alistados no exército da União (ao menos 6% destes eram conscritos), incluindo 178 895 afro-americanos; cerca de 25% dos brancos que serviram nas tropas dos Estados Unidos eram estrangeiros e outros 18% eram americanos filhos de imigrantes. Estima-se que 596 670 soldados da União foram mortos, feridos, capturados ou desapareceram em serviço.

## História

### Formação

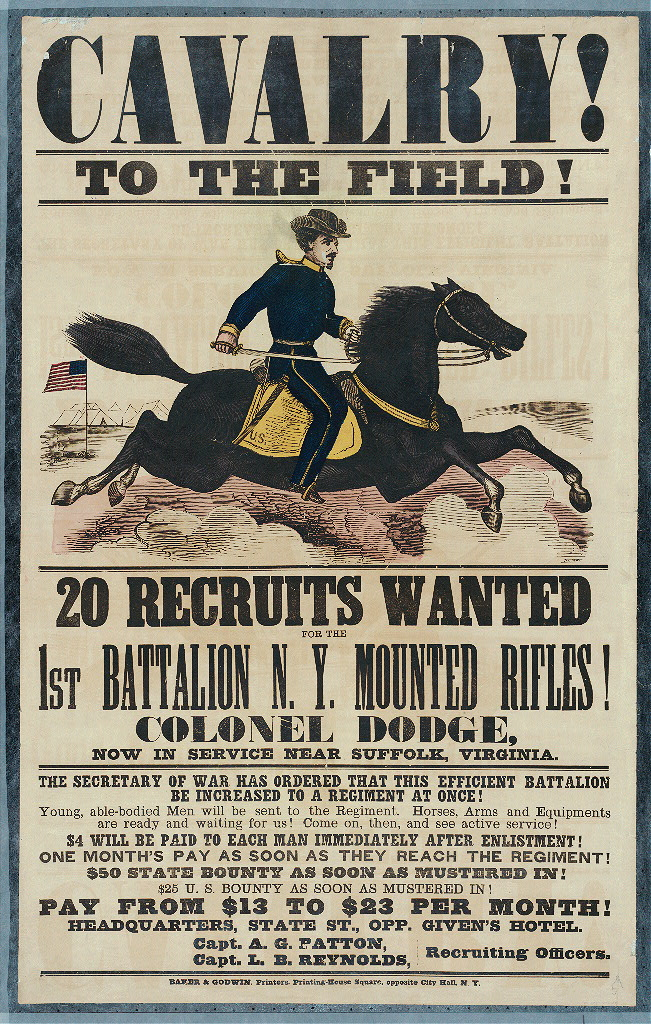
Cartaz de recrutamento para o Primeiro Batalhão de Rifles Montados de Nova Iorque.

Quando a Guerra Civil Americana começou em abril de 1861, havia apenas 16 mil homens no Exército dos Estados Unidos, e destes, muitos oficiais sulistas pediram demissão e se juntaram ao Exército dos Estados Confederados. O Exército dos Estados Unidos consistia de dez regimentos de infantaria, quatro de artilharia, dois de cavalaria, dois de dragões, e um de infantaria montada. Os regimentos encontravam-se amplamente espalhados. Das 197 companhias do exército, 179 ocupavam 79 postos isolados no Oeste, e as 18 restantes, compunham as guarnições a leste do rio Mississippi, principalmente ao longo da fronteira canadense e na costa do Atlântico.
Com a secessão dos estados sulistas, e com a drástica escassez de homens no exército, o presidente Abraham Lincoln exigiu dos estados que criassem uma força de 75 000 homens, no prazo de três meses para acabar com a "insurreição". A convocação de Lincoln forçou os estados fronteiriços a escolherem um lado, e quatro se separaram, fazendo com que a Confederação ficasse com onze estados fortes. A guerra mostrou-se ser mais longa e mais abrangente do que o esperado pelo Norte e Sul, e em 22 de julho de 1861, o Congresso autorizou a criação de um exército de voluntários de 500 mil homens. Esse número foi rapidamente alcançado graças aos patriotas nortistas, abolicionistas, e até mesmo pelos imigrantes que se alistaram para obterem uma renda fixa e refeições. Mais de 10 000 alemães de Nova Iorque e Pensilvânia responderam imediatamente à chamada de Lincoln, e os franceses também se tornaram rapidamente voluntários. Contudo, quando foi necessário aumentar o efetivo do exército, o número de voluntários caiu e procurou-se então aumentar as gratificações em dinheiro e forçar um novo recrutamento. No entanto, entre abril de 1861 e abril de 1865, pelo menos, dois milhões e meio de homens serviram no Exército da União, dos quais a maioria era formada por voluntários.
É um equívoco pensar que o Sul obteve vantagem por causa do grande percentual de oficiais profissionais que renunciaram para se juntarem ao Exército dos Estados Confederados. No começo da guerra, havia 824 graduados da Academia Militar dos Estados Unidos da América em atividade, destes, 296 renunciaram ou foram demitidos, e 184 destes tornaram-se oficiais confederados. Dos cerca de 900 graduados de West Point que se encontravam na vida civil, 400 retornaram para o Exército da União e 99 para o da Confederação. Assim, a relação dos oficiais profissionais da União para os da Confederação foi de 642 para 283. (Um dos oficiais demissionários foi Robert Edward Lee, que se ofereceu inicialmente para ser comandante de um exército de campo para reprimir a rebelião. Lee reprovou a secessão, mas se recusou a pegar em armas contra o seu estado natal, Virgínia, e não aceitou o cargo de comandante das forças da Virgínia. Posteriormente tornou-se comandante do Exército dos Estados Confederados.) O Sul tinha a vantagem de outros colégios militares, como The Citadel e o Instituto Militar da Virgínia, mas eles produziram menos oficiais. Apenas 26 praças e oficiais não comissionados são conhecidos por terem deixado o exército regular dos Estados Unidos para se juntar ao Exército Confederado, todos por deserção.

### Principais organizações
O Exército da União era composto de várias organizações, que geralmente eram dispostas geograficamente.
Departamento
Uma organização que cobria uma região definida, responsável pelas instalações federais em sua jurisdição e pelos exércitos de campanha dentro de suas fronteiras. Aqueles nomeados pelos estados normalmente se referem aos estados sulistas que haviam sido ocupados. Era mais comum nomear os departamentos com nomes de rios (como o Departamento do Tennessee, Departamento do Cumberland) ou de regiões (Departamento do Pacífico, Departamento da Nova Inglaterra, do Departamento do Leste, Departamento do Oeste, Departamento Central).
Distrito
Uma subdivisão de um Departamento (por exemplo, Distrito de Cairo, Distrito de Tennessee Oriental). Havia também Subdistritos para regiões menores.
Divisão Militar
Um conjunto de Departamentos subordinados a um comandante (por exemplo, Divisão Militar do Mississippi, Divisão Militar do Golfo). As Divisões Militares eram semelhantes às regiões descritas pelo termo mais moderno, Teatro de operações.
Exército
A força de combate que era geralmente, mas nem sempre, atribuída a um Distrito ou Departamento, mas podia operar em áreas mais extensas. Alguns dos exércitos mais proeminentes foram:
- Exército do Cumberland, o exército operou primeiramente no Tennessee, e mais tarde na Geórgia, comandado por William Rosecrans e George Henry Thomas.
- Exército da Geórgia, operado na Marcha para o Mar e as Carolinas comandado por Henry Warner Slocum.
- Exército do Golfo, o exército operou na região de fronteira com o Golfo do México, comandado por Benjamin Butler, Nathaniel P. Banks e Edward Canby.
- Exército do James, o exército operacional na Península da Virgínia, 1864-65, comandado por Benjamin Butler e Edward Ord.
- Exército do Mississippi, um exército de curta duração que operou no rio Mississippi, em duas ocasiões: sob o comando de John Pope e William Rosecrans em 1862, e sob o comando de John Alexander McClernand em 1863.
- Exército do Ohio, o exército operou inicialmente em Kentucky e, posteriormente, em Tennessee e Geórgia, comandado por Don Carlos Buell, Ambrose Burnside, John G. Foster e John Schofield.
- Exército do Potomac, o exército principal no Teatro Oriental, comandado por George B. McClellan, Ambrose E. Burnside, Joseph Hooker e George Gordon Meade.
- Exército do Shenandoah, o exército em operação no Vale do Shenandoah, sob o comando de David Hunter, Philip Sheridan e Horatio Wright.
- Exército do Tennessee, o exército mais famoso do Teatro Ocidental, operando através de Kentucky, Tennessee, Mississipi, Geórgia, e as Carolinas, comandado por Ulysses S. Grant, William Tecumseh Sherman, James Birdseye McPherson e Oliver Otis Howard.
- Exército da Virgínia, o exército sob o comando de John Pope para a Campanha do Norte da Virgínia.

Cada um destes exércitos era geralmente comandado por um major-general. Normalmente, o comandante do Departamento ou do Distrito tinha também o comando de campo do exército com o mesmo nome, mas ocorreram alguns conflitos dentro das fileiras quando isso não ocorreu, principalmente quando um exército atravessava uma fronteira geográfica.
O exército regular, um termo usado para descrever o exército permanente dos Estados Unidos, integrou-se às diversas unidades e formações do Exército da União, formando um grupo de soldados experientes e qualificados. Eles foram considerados por muitos como tropas de elite e, muitas vezes mantidos na reserva durante as batalhas em caso de emergências. Essa força era muito pequena comparada com a enorme força de voluntários dos estados que compunham o grosso do Exército da União.
Teatros
As operações na Guerra Civil eram nitidamente divididas dentro das grandes regiões geográficas conhecidas como teatros de operações.

### Organização pessoal

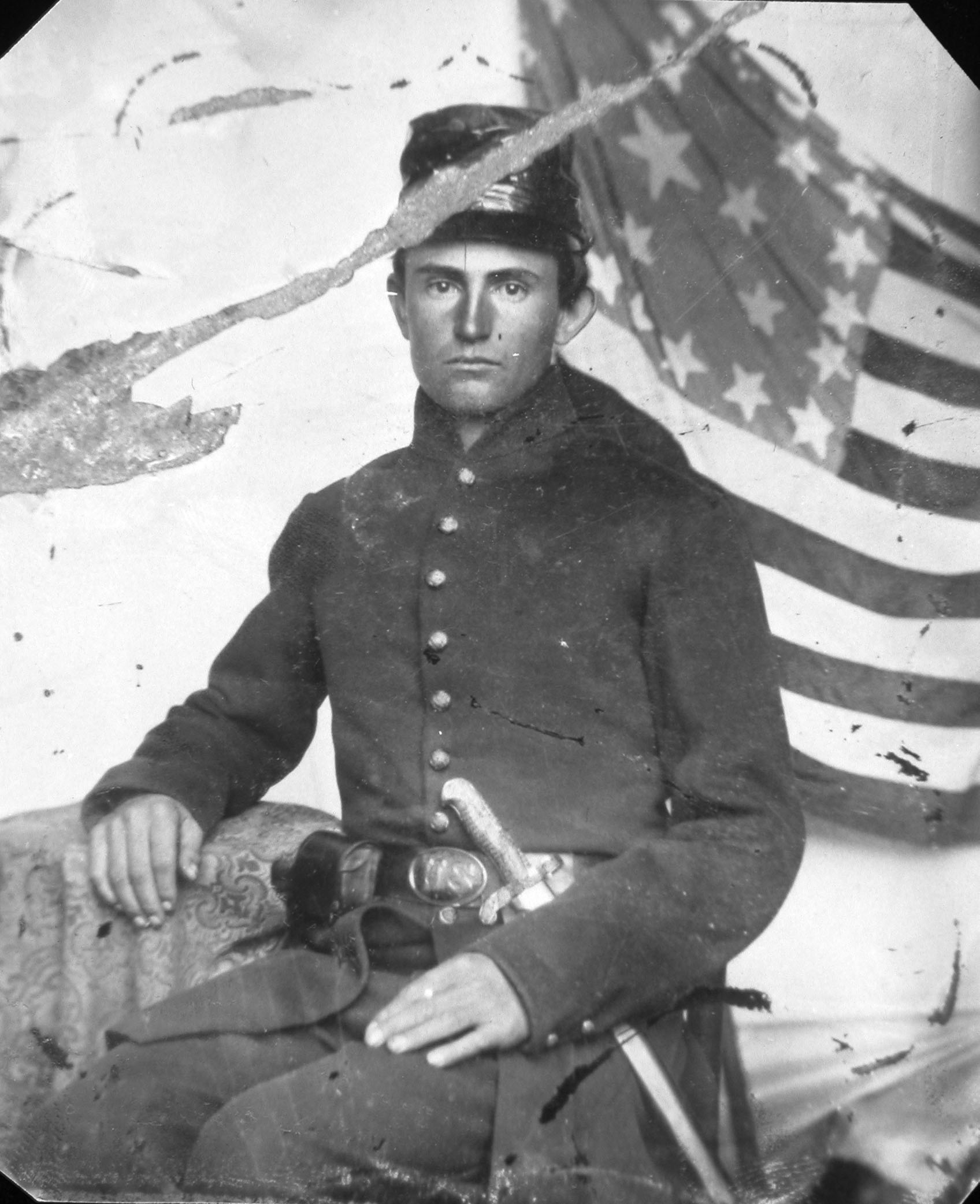
O soldado Samuel K. Wilson (1841-1865) dos Sturgis Rifles, Infantaria de Voluntários de Illinois (1862).

Os soldados eram organizados por especialidade militar. As armas de combate incluíam a infantaria, cavalaria, artilharia, e outras organizações menores, como a do Corpo da Marinha dos Estados Unidos, que, em alguns momentos, foi separado do seu homólogo naval para operações terrestres. O Corpo de Serviço de Comunicações foi criado e implantado pela primeira vez, através da liderança de Albert James Myer.
Abaixo das principais unidades, como os exércitos, os soldados eram organizados, principalmente em regimentos, a principal unidade de combate na qual um soldado estaria pronto para entrar em combate. De acordo com o livro "Rifle e Táticas de Infantaria Ligeira" (1855), de W. J. Hardee, a tática principal para atiradores e a infantaria ligeira em uso, imediatamente antes e durante a Guerra Civil, teria, em cada regimento, dez companhias, cada uma comandada por um capitão, e implantadas de acordo com as patentes de capitães. Os regimentos eram criados quase sempre dentro de um único estado, e eram geralmente referidos por número e estado, por exemplo, 54º de Massachusetts, 20º do Maine, etc.
Os regimentos eram normalmente agrupados em brigadas. No entanto, as brigadas eram facilmente alteradas conforme a situação exigia. O regimento era a principal forma de agrupamento permanente. As brigadas eram geralmente formadas por regimentos ao chegarem ao campo de batalha, de acordo com o local onde regimento poderia ser implantado, e juntamente com outros regimentos.

### Líderes
Vários homens serviram como generais-em-chefe do Exército da União ao longo da sua existência:
- Winfield Scott: 5 julho de 1841 - 1 de novembro de 1861
- George B. McClellan: 1 de novembro de 1861 - 11 de março de 1862
- Henry Wager Halleck: 23 de julho de 1862 - 9 de março de 1864
- Ulysses S. Grant: 9 de março de 1864 - 4 de março de 1869

O intervalo entre 11 de março e 23 julho de 1862, foi preenchido com o controle direto do Exército pelo presidente Abraham Lincoln e o Secretário da Guerra dos Estados Unidos, Edwin M. Stanton, com a ajuda de um não oficial "War Board" que foi criado em 17 de março de 1862. A diretoria era composta por Ethan Allen Hitchcock, o presidente, com os chefes do Departamento da Guerra: Lorenzo Thomas, Montgomery Cunningham Meigs, Joseph Gilbert Totten, James Wolfe Ripley e Joseph Pannell Taylor.
Scott era um idoso veterano da Guerra de 1812 e da Guerra Mexicano-Americana e não pode exercer as suas funções de forma eficaz. Seu sucessor, o major-general McClellan, construiu e treinou o enorme Exército do Potomac, a principal força de combate no teatro de operações oriental. Embora fosse popular entre os soldados, McClellan foi substituído do cargo de general-em-chefe por causa de sua estratégia excessivamente cautelosa e sua relação complicada com seu comandante-em-chefe, o presidente Lincoln. (Ele permaneceu comandante do Exército do Potomac durante a Campanha da Península e a Batalha de Antietam.) Seu substituto, o major-general Henry Wager Halleck, tinha um histórico de sucesso no Teatro Ocidental, mas foi mais um administrador do que um planejador estratégico e comandante.
Ulysses S. Grant foi o último comandante do Exército de União. Ficou famoso por suas vitórias no Oeste, quando foi nomeado tenente-general e general-em-chefe do Exército da União em março de 1864. Grant supervisionou o Exército do Potomac (que foi formalmente comandado por seu subordinado, o major-general George Gordon Meade) nos ataques finais à Confederação, envolvendo as forças confederadas em muitas batalhas ferozes na Virgínia, a Campanha Terrestre, levando a uma guerra de atritos que o exército mais numeroso da União foi capaz de melhor enfrentar do que seu oponente. Grant impôs o cerco ao exército de Robert Edward Lee em Petersburg, Virgínia, e por último capturou Richmond, a capital da Confederação. Desenvolveu a estratégia dos ataques simultâneos coordenados contra grandes porções da Confederação, principalmente as campanhas da Geórgia e das Carolinas de William Tecumseh Sherman e a campanha do vale do Shenandoah, de Philip Sheridan. Essas campanhas se caracterizaram por outra noção estratégica de Grant de impedir que o inimigo tivesse acesso aos suprimentos necessários para continuar a guerra, promovendo a destruição generalizada de suas fábricas e fazendas por onde passassem os exércitos invasores da União.
Grant tinha críticos que reclamaram do alto número de baixas que o Exército da União sofreu quando no período em que ele esteve no seu comando, mas Lincoln não substituiu Grant, porque, segundo suas palavras: "Eu não posso dispensar este homem. Ele luta."
Entre os líderes de campanha memoráveis do exército estavam: William Rosecrans, George Henry Thomas e William Tecumseh Sherman. Outros, de menor competência, inclui-se Benjamin Franklin Butler.

### A vitória da União
As vitórias decisivas por Grant e Sherman resultaram na rendição dos principais exércitos confederados. A primeira e mais significativa foi em 9 de abril de 1865, quando Robert Edward Lee entregou o Exército da Virgínia do Norte para Grant em Appomattox Court House. Embora houvesse outros exércitos confederados que se renderiam nas semanas seguintes, como o de Joseph E. Johnston na Carolina do Norte, esta data foi, no entanto, o marco do termino da guerra mais sangrenta da história americana, o fim dos Estados Confederados da América, e o início do lento processo de Reconstrução.

## Baixas
Dos 2 213 363 homens que serviram no Exército da União durante a Guerra Civil, 364 511 morreram em combate ou por ferimentos sofridos em combate, doenças, ou outras causas, e 281 881 ficaram feridos. Mais de um para cada quatro soldados da União foi morto ou ferido durante a guerra; as baixas no Exército Confederado foram ainda piores, um para cada três soldados sulistas foram mortos ou feridos. Embora os confederados tenham sofrido uma quantidade consideravelmente menor de baixas em geral em comparação com a União, de cerca de 260 000 mortes no total para 360 000 mortes na União. Esta é de longe a maior proporção de vítimas de qualquer guerra na qual os Estados Unidos tenha se envolvido. Por comparação, um em cada 16 soldados americanos foram mortos ou feridos na Segunda Guerra Mundial, e 1 em cada 22, durante a Guerra do Vietnã.
No total, 620 000 soldados morreram durante a Guerra Civil. Havia 34 milhões de americanos naquela época, sendo assim, 2% da população norte-americana morreu na guerra. Em termos de hoje, isso seria o equivalente a 5,9 milhões de homens americanos sendo mortos em uma guerra.

## Grupos étnicos

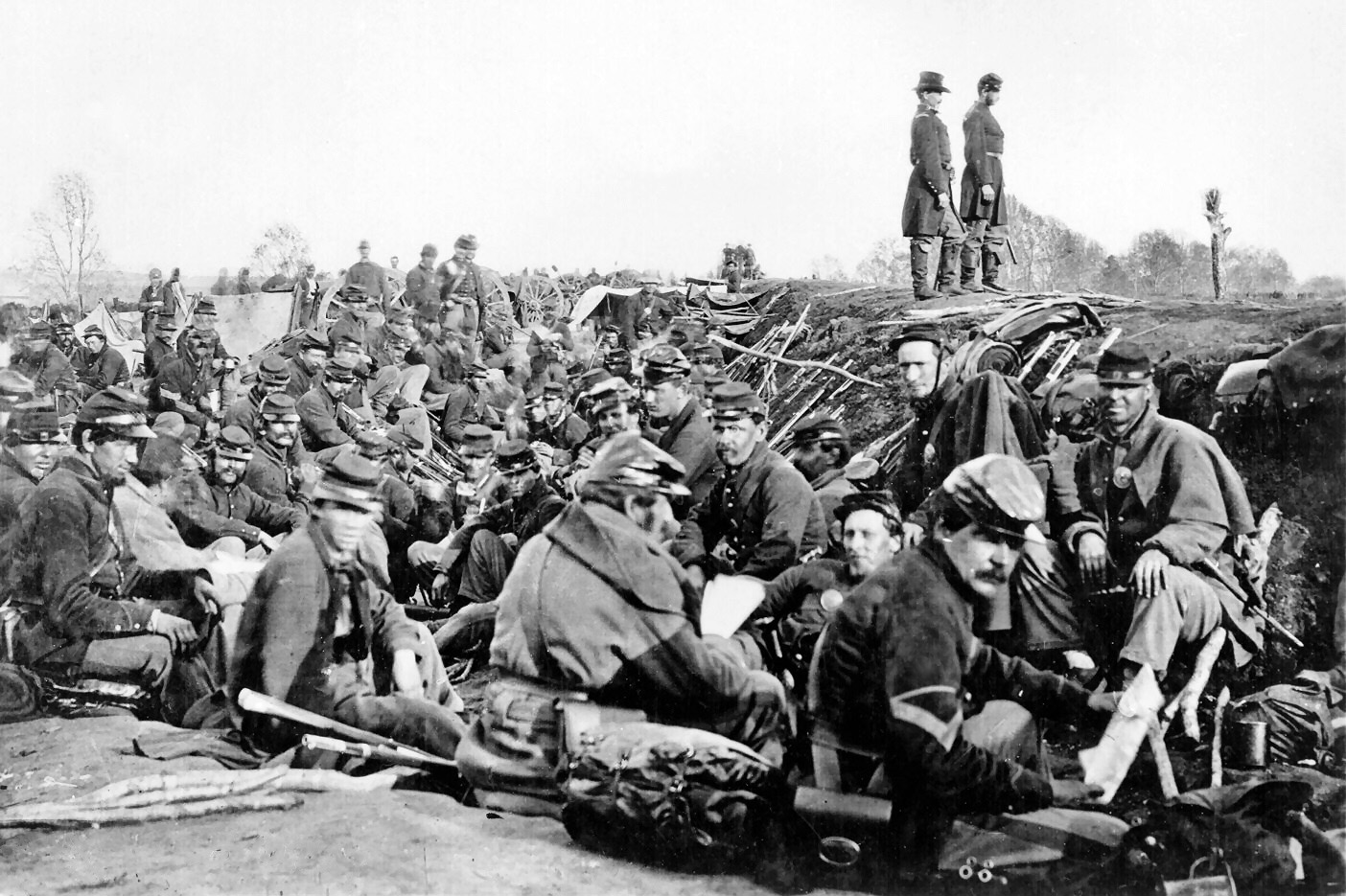
Militares da União, em 1863

O Exército da União era composto de muitos grupos étnicos diferentes, incluindo um grande número de imigrantes. Cerca de 25% dos brancos, que serviram no Exército da União eram estrangeiros.
A estimativa de 25 por cento das forças armadas da União de nascidos no estrangeiro é muito precisa. Isto significa que cerca de 1,6 milhão de soldados e marinheiros nasceram nos Estados Unidos, incluindo cerca de 200 000 afro-americanos. Cerca de 200 000 soldados nasceram em um dos estados alemães (embora este seja um tanto especulativo uma nenhum soldado de origem alemã era identificado como alemão, independentemente de onde realmente tenha nascido — Sanitary Commission Report, 1869). Cerca de 200 000 soldados e marinheiros nasceram na Irlanda. Apesar de alguns soldados terem vindo de locais longínquos como Malta, Itália, Índia e Rússia, a maioria dos soldados estrangeiros restantes veio da Inglaterra, Escócia e do Canadá.

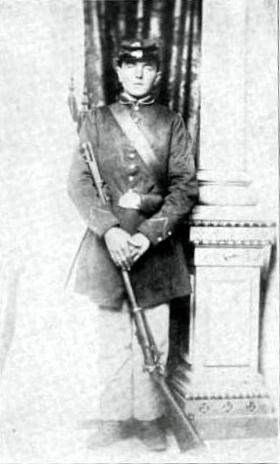
Soldado John Haag, um imigrante alemão de 21 anos, filiou-se à Companhia B do 26º Regimento de Infantaria de Wisconsin em agosto de 1862.

A distribuição dos cerca de 2,2 milhão de soldados da União:
- 1 000 000 (45,4% de todos os soldados da União) eram americanos brancos.
- 516 000 (23,4%) eram alemães; cerca de 216 mil nascidos na Alemanha.
- 210 000 (9,5%) eram afro-americanos. Metade eram libertos que viviam no norte, e metade eram ex-escravos vindos do sul. Eles serviram sob o comando de oficiais brancos em mais de 160 regimentos "colored" e em regimentos federais organizados como as United States Colored Troops (USCT).[10]
- 200 000 (9,1%) eram irlandeses.
- 90 000 (4,1%) eram neerlandeses.
- 50 000 (2,3%) eram canadenses.
- 50 000 (2,3%) eram nascidos na Inglaterra.
- 40 000 (1,8%) eram franceses ou franco-canadenses. Cerca metade deles nascidos nos Estados Unidos e a outra metade em Quebec.
- 20 000 (0,9%) eram escandinavos (noruegueses, suecos, finlandeses e dinamarqueses).
- 7 000 eram italianos
- 7 000 eram judeus
- 6 000 eram mexicanos
- 5 000 eram poloneses (muitos deles serviram na Legião polonesa do general de brigada Włodzimierz Krzyżanowski)
- 4 000 nativos americanos
- Centenas de outras nacionalidades.

Muitos soldados imigrantes formaram os seus próprios regimentos, como a Brigada irlandesa (69º de Nova Iorque, 63º de Nova Iorque, 88º de Nova Iorque, 28º de Massachusetts, 116º da Pensilvânia); os Rifles suíços (15º do Missouri); o Gardes Lafayette (55ª de Nova Iorque); a Guarda Garibaldi (39ª de Nova Iorque); a milícia Martinez (1.º do Novo México); a Legião polonesa (58º de Nova Iorque); os Rangers alemães (52º de Nova Iorque); o Regimento dos Highlander (79º de Nova Iorque); e do Regimento da Escandinávia (15º de Wisconsin). Mas a maior parte dos soldados estrangeiros foram espalhados pelas diversas unidades.
Para efeito de comparação, o Exército Confederado não era muito diferente: 91% dos soldados confederados eram nativos e apenas 9% eram estrangeiros, com os irlandeses sendo o maior grupo, que incluía alemães, franceses, mexicanos (embora a maioria deles tivessem nascido quando o sudoeste ainda fazia parte do México), e britânicos. Algumas propagandas sulistas comparavam os soldados estrangeiros do Exército da União aos odiados mercenários de Hesse da Revolução Americana. Além disso, um número relativamente pequeno de nativos americanos (povos Cherokee, Chickasaw, Choctaw, e Creek) lutaram pela Confederação.

## Administração e problemas
Várias questões organizacionais e administrativas surgiram durante a guerra, que tiveram um grande efeito sobre os subsequentes procedimentos militares.

### Negros no exército

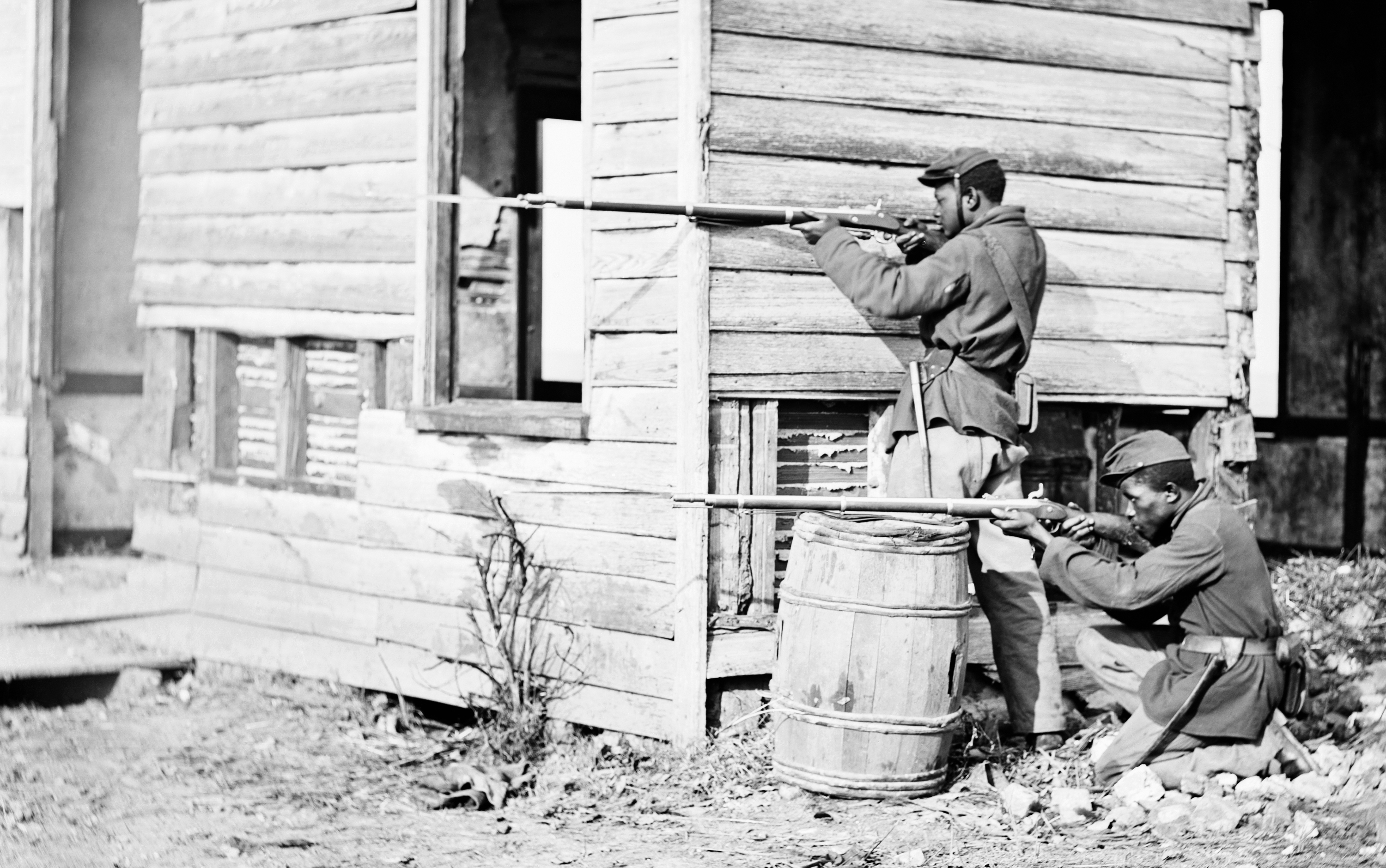
Dois militares afro-americanos da United States Colored Troops.

A inclusão de negros como soldados em combate se tornou uma questão importante. Na verdade, ela só foi realizada após o grande esforço do 54º Infantaria de Voluntários de Massachusetts na segunda batalha de Fort Wagner, onde os negros mostraram-se totalmente capazes de servir como soldados competentes e de confiança. Isto se deu em parte aos esforços de Robert Smalls, que, enquanto ainda escravo, ganhou fama por desertar da Confederação, e trazer um navio de transporte confederado que ele estava pilotando. Mais tarde, Smalls reuniu-se com Edwin M. Stanton, o Secretário da Guerra, para defender a inclusão de negros nas unidades de combate. Isto levou à formação da primeira unidade de combate de soldados negros, o 1º de Voluntários da Carolina do Sul. Os regimentos de soldados negros acabaram sendo chamados de United States Colored Troops. Os negros recebiam menos dinheiro do que os soldados brancos até o final da guerra e eram tratados com dureza. Esta é uma das maiores razões pelas quais eles protestavam. Mesmo após o fim da guerra, eles não foram autorizados (por ordem de William Tecumseh Sherman) a desfilar na parada da grande vitória em Washington, D.C..

### Unidade de suprimentos
O fornecimento de suprimentos no campo de batalha foi um grande problema. Ele foi muito melhorado por novas técnicas de conservação de alimentos e outros produtos perecíveis, e pelo transporte ferroviário. O general Montgomery C. Meigs foi um dos mais importantes líderes do Exército da União neste campo.

### Apoio médico
O atendimento médico foi, no início, extremamente desorganizado e de baixa qualidade. Gradualmente, os peritos médicos começaram a melhorar esses atendimentos, e criou-se uma agência conhecida como Comissão Sanitária dos Estados Unidos. Isto possibilitou a criação de padrões profissionais, e levou a alguns dos primeiros avanços no serviço de saúde em campanha como uma especialidade separada. O general William Alexander Hammond, do Corpo Médico, fez um trabalho importante e exerceu uma liderança importante nesta área.
Além disso, o cuidado com os feridos foi enormemente melhorada por pioneiros da medicina, tais como Clara Barton, que muitas vezes trabalhou sozinha para fornecer suprimentos e assistência, e trouxe um novo nível de dedicação para cuidar dos feridos.

### Estratégia militar

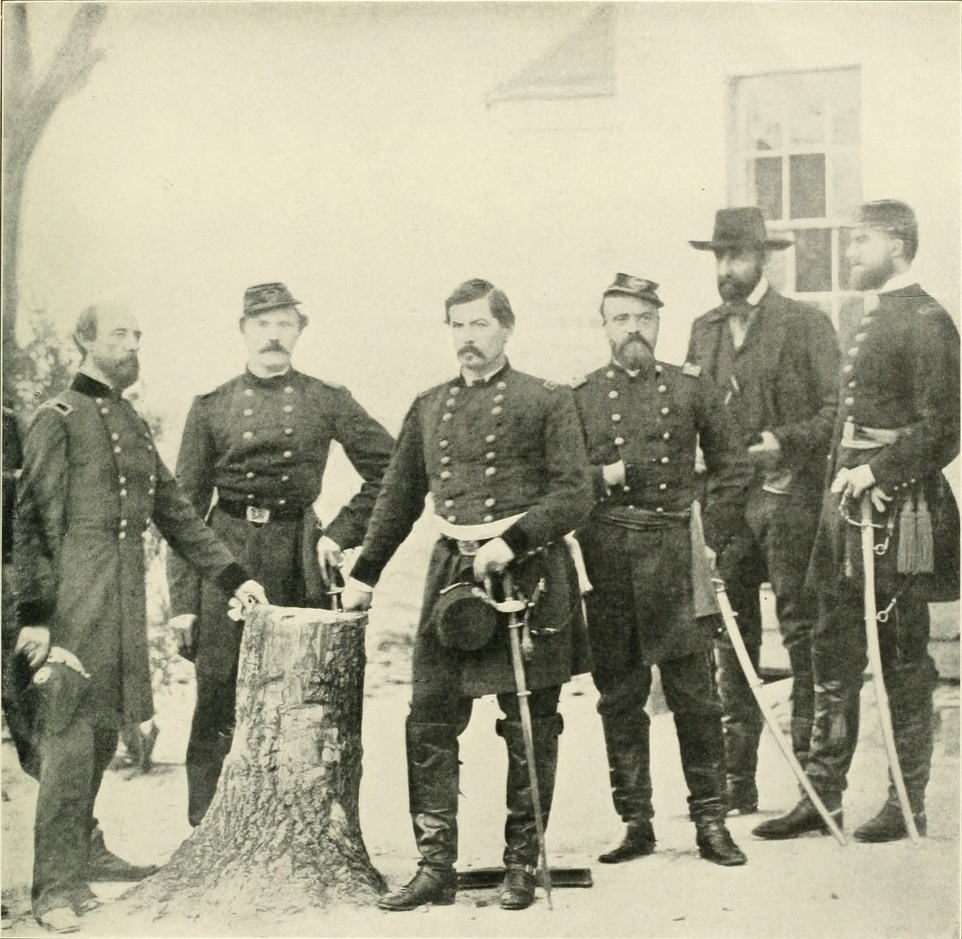
O General George B. McClellan com sua equipe e dignitários, incluindo da esquerda para a direita: Gen. George W. Morell, Tenente-coronel A.V. Colburn, Gen. McClellan, Tenente-coronel N.B. Sweitzer, o Príncipe de Joinville (filho do Rei Luís Filipe da França) e o sobrinho do príncipe, Conde de Paris (na extrema direita).

A Guerra Civil apresentou muitas inovações em estratégia militar. W. J. Hardee publicou a primeira táticas revisadas de infantaria para o uso de fuzis modernos, em 1855. No entanto, mesmo essas táticas se mostraram ineficazes no combate, uma vez que envolviam fogo concentrado, no qual unidades inteiras (principalmente os regimentos) seriam acionadas simultaneamente. Essas táticas não tinham sido anteriormente testadas em um combate real, e os comandantes das unidades posicionariam seus soldados em uma distância não muito segura, em relação ao alcance dos mosquetes raiados, o que resultou em uma taxa de mortalidade desastrosa. Em certo sentido, as armas tinham evoluído muito além das táticas, que logo mudariam à medida que a guerra se aproximou do fim. As ferrovias possibilitaram o primeiro movimento em massa das tropas. O telégrafo elétrico foi usado por ambos os lados, o que permitiu políticos e altos líderes militares a passarem ordens e a receberem relatórios dos comandantes no campo de batalha.
Houve muitas outras inovações surgidas pela necessidade. Os generais foram forçados a reexaminar as táticas ofensivas desenvolvidas durante a Guerra Mexicano-Americana, onde os atacantes pudessem adentrar até 100 metros além das linhas defensivas, o alcance máximo efetivo dos mosquetes lisos. Os invasores teriam de suportar uma saraivada dos imprecisos mosquetes lisos antes que pudessem se aproximar dos defensores. Mas, por ocasião da Guerra Civil, os mosquetes lisos tinham sido substituídos por mosquetes raiados, que utilizavam a bala Minié de recarregamento rápido, com alcance preciso de até 900 jardas (822,96 metros). A defesa agora dominava o campo de batalha. Agora os atacantes, caso avançassem em linhas ordenadas ou às pressas, eram submetidos a três ou quatro saraivadas de balas antes que pudessem chegar até os defensores. Isto fez com que as táticas ofensivas, que eram empregadas com sucesso apenas vinte anos antes, se tornassem obsoletas.

## Deserções e distúrbios
A deserção foi um grande problema para ambos os lados. As dificuldades diárias da guerra: as marchas forçadas, a sede, o calor sufocante, as doenças, o atraso no pagamento, a saudade da família, a impaciência na monotonia e a futilidade do serviço inativo, o pânico na véspera da batalha, a sensação de cansaço da guerra, a falta de confiança nos comandantes, e o desânimo da derrota (especialmente no início para o Exército da União), tudo isso tendeu a reduzir o moral do Exército da União e aumentar a deserção.
Em 1861 e 1862, a guerra estava indo mal para o Exército da União e houve, por alguns registros, 180 mil deserções. Em 1863 e 1864, os dois anos mais difíceis da guerra, o Exército da União, sofreu mais de 200 deserções por dia, para um total de 150 mil deserções durante esses dois anos. Isso coloca o número total de deserções do Exército da União durante os quatro anos de guerra em quase 350 000. Usando esses números, 15% dos soldados da União desertaram durante a guerra. Dados oficiais colocam o número de desertores do Exército da União em 200 000 para toda a guerra, ou cerca de 8% dos soldados do Exército da União. Estima-se que um em cada três desertores foram devolvidos aos seus regimentos, voluntariamente ou após serem presos e enviado de volta. Muitas das deserções eram de "profissionais" nessa modalidade, homens que se alistavam para receber o bônus em dinheiro, e em seguida desertavam, na primeira oportunidade, para fazer o mesmo em outros lugares. Se não fosse descoberta, poderia tornar-se uma atividade criminosa muito lucrativa.
Os irlandeses foram os principais participantes dos famosos "Distúrbios de Nova Iorque" de 1863 (como dramatizado no filme Gangs of New York). Os irlandeses demonstravam grande apoio aos estados sulistas antes do início da guerra, e há muito tempo havia uma inimizade com a população negra em várias cidades nortistas que remonta aos ataques nativistas aos imigrantes irlandeses na década de 1840, quando foi observado que os negros, que rivalizavam com os irlandeses, na parte inferior da cadeia econômica, eram frequentemente relatados como encorajadores de tumultos nativistas.
Com a visão de que a guerra era uma guerra da classe alta abolicionista liderada em grande parte por ex-nativistas para libertar uma grande população negra, que poderia mudar-se para o norte e competir por empregos e moradia, as classes mais pobres não aceitaram bem a proposta, especialmente a partir do qual um homem mais rico poderia comprar uma isenção. Como resultado da Lei de Inscrição, os distúrbios começaram em várias cidades nortistas, sendo mais forte em Nova Iorque. Um tumulto relatado como consistindo principalmente de imigrantes irlandeses revoltados ocorreu no verão de 1863, resultando na pior onda de violência ocorrida em julho durante a batalha de Gettysburg. A multidão ateou fogo em tudo, desde igrejas afro-americanas, um orfanato para "crianças de cor", até casas de alguns proeminentes abolicionistas protestantes. Uma multidão teria sido repelida dos escritórios do irredutível pró-União New York Tribune por trabalhadores empunhando armas. As principais vítimas do tumulto foram afro-americanos e ativistas do movimento anti-escravidão. Somente após a vitória alcançada em Gettysburg foi que o Exército da União pode enviar algumas unidades para conter a violência e parar os manifestantes. Até o momento do encerramento do tumulto, talvez cerca de mil pessoas houvesse sido mortas ou feridas (as estimativas variam amplamente, de vez em quando).

## Leituras adicionais
- Allan Nevins. The War for the Union. Vol. 1, The Improvised War 1861 - 1862. Nova Iorque: Charles Scribner's Sons, 1959. ISBN 0-684-10426-1.
- Allan Nevins. The War for the Union. Vol. 2, War Becomes Revolution 1862 - 1863. Nova Iorque: Charles Scribner's Sons, 1960. ISBN 1-56852-297-5.
- Allan Nevins. The War for the Union. Vol. 3, The Organized War 1863 - 1864. Nova Iorque: Charles Scribner's Sons, 1971. ISBN 0-684-10428-8.
- Allan Nevins. The War for the Union. Vol. 4, The Organized War to Victory 1864 - 1865. Nova Iorque: Charles Scribner's Sons, 1971. ISBN 1-56852-299-1.
- Shannon, Fred A. The Organization and Administration of the Union Army 1861-1865. 2 vols. Gloucester, MA: P. Smith, 1965. OCLC 428886. Primeira publicação em 1928 por A.H. Clark Co.
- Welcher, Frank J. The Union Army, 1861-1865 Organization and Operations. Vol. 1, The Eastern Theater. Bloomington: Indiana University Press, 1989. ISBN 0-253-36453-1.
- Welcher, Frank J. The Union Army, 1861-1865 Organization and Operations. Vol. 2, The Western Theater. Bloomington: Indiana University Press, 1993. ISBN 0-253-36454-X.